# Porsche Mission X
La Porsche Mission X est un concept car électrique du constructeur automobile allemand Porsche présenté en juin 2023 et préfigurant la remplaçante de la Porsche 918 Spyder.

## Présentation
La Porsche Mission X est présentée en préambule du centenaire des 24 Heures du Mans, le 8 juin 2023 à l'occasion de l'exposition  « 75 years of Porsche Sports Cars » au musée Porsche de Zuffenhausen. Elle célèbre ainsi les 75 ans de la marque allemande avec la naissance de la Porsche 356 roadster n°1 le 8 juin 1948.[réf. souhaitée]

## Caractéristiques techniques
La Mission X est dotée de portes à ouverture en élytre .